# Filipenses 1:6
«Filipenses 1:6» es una canción del rapero dominicano Redimi2 en colaboración del rapero cubano Almighty. Fue lanzado el 9 de mayo de 2019 como el sencillo principal de su álbum de estudio, 20/20. La canción fue escrita por Willy González y Alejandro Mosqueda Paz. Está basado en un fragmento de la Biblia, específicamente en la Epístola a los filipenses.
La canción contó con dos versiones, la versión radio y versión extendida, con un vídeo oficial de mayor duración. El tema finalizaba con una oración por gran parte de los artistas urbanos. Este tema, fue el ganador de los Premios Tu Música Urbano 2020 en la categoría "Canción Cristiana Urbana", y estuvo nominado como "Mejor canción grabada en español" en los Premios Dove 2020.

## Lanzamiento
Redimi2 había anunciado en sus redes sociales que haría una canción con un artista puertorriqueño. Luego, anuncia el nombre del tema que se llamaría "Filipenses 1:6", y que tendría dos versiones, una corta y la otra extendida, siendo lanzado el tema corto el 9 de mayo en colaboración con Almighty. Semanas después, sube en su canal el vídeo oficial, el cual tuvo múltiples reacciones en la plataforma YouTube.

## Vídeo musical
"Una conversación que se volvió canción", como Redimi2 lo expresa, se puede ver en el vídeo musical donde Alejandro habla sobre su testimonio, del mundo de las drogas en el que se encontraba, y asegura que esto no es para tener fama, su conversión al cristianismo es genuina. Redimi2 anima a Alejandro a que siga adelante a pesar de las críticas siguiendo el blanco perfecto que es Jesús.
El vídeo fue lanzado el 23 de mayo de 2019, contando luego de un día con más de 2 millones visitas en la plataforma de YouTube, el cual, varía con la primera versión lanzada, donde en el mismo, en el último minuto, se ve un mural con luces de neón donde aparecen muchos nombres de raperos no cristianos, como Daddy Yankee, Residente, Rauw Alejandro, Wisin & Yandel, Vico C (aparece como "Vivo C"), Don Omar, Ozuna, Nicky Jam, Karol G, Bad Bunny, Anuel AA, Danay Suárez, entre otros. Los artistas oraron por sus colegas no cristianos.
Las reacciones de los artistas nombrados en el tema, fueron instantáneas, donde Ozuna, Wisin y Nicky Jam comentaron en sus redes sociales el respaldo a la canción.

## Reconocimientos
El tema obtuvo el reconocimiento como "Canción Cristiana Urbana" en los Premios Tu Música Urbano de 2020, donde compartía la nominación con Gabriel Rodríguez EMC & Alex Zurdo, Joseph Burgos, Manny Montes, Funky & Musiko. Posteriormente, volvió a ser considerada como "Mejor canción grabada en español", esta vez, en los Premios Dove, donde solo fue nominada.